# Alleanza asburgico-persiana

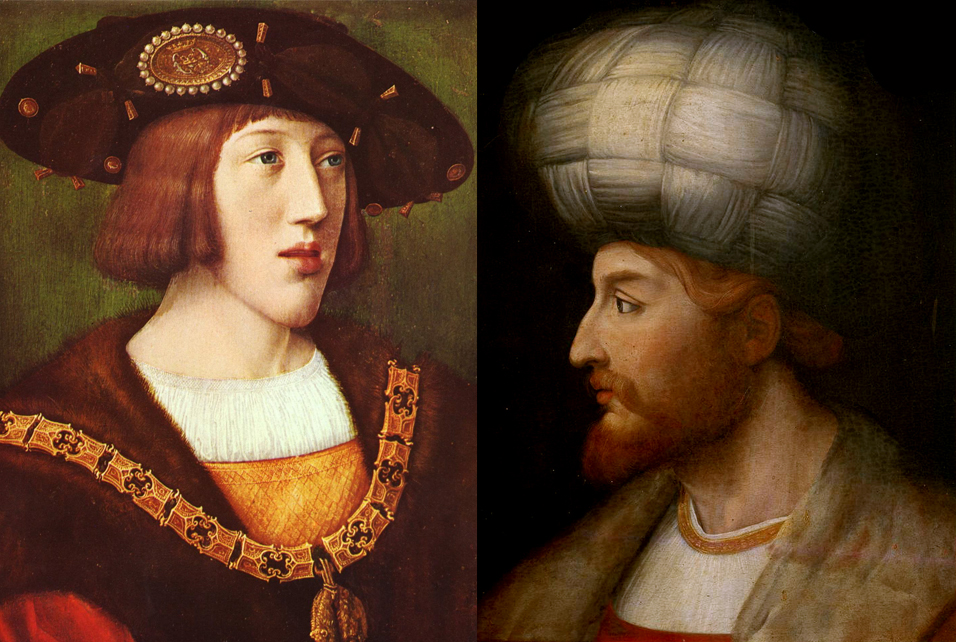
I tentativi di formare un'alleanza asburgico-persiana contro l'Impero ottomano furono avviati per la prima volta da Carlo V e Shah Ismail nel 1516-1519.

L'alleanza asburgico-persiana (in persiano اتحاد ایران-هابسبورگ‎) nota anche come alleanza asburgico-safavide (اتحاد صفوی-هابسبورگ‎) fu il tentativo di un'alleanza, che in una certa misura fu raggiunta, nel XVI secolo tra l'Impero asburgico e la Persia safavide contro l'Impero ottomano.

## Primi contatti

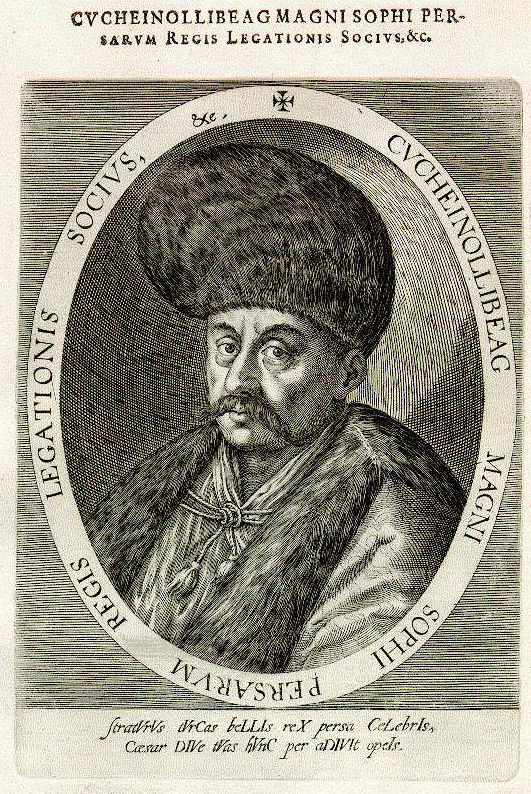
L'ambasciatore persiano Husain Ali Beg durante l'ambasciata persiana in Europa (1599-1602).

Durante il regno dello scià persiano Ismail, avvennero scambi tra il sovrano e Carlo V e Ludovico II d'Ungheria in vista di un'alleanza contro i turchi ottomani. Carlo, allora re di Spagna come Carlo I, inviò un emissario per proporre un'alleanza allo Scià di Persia tra il 1516 e il 1519. Sempre nel 1516 Ludovico II inviò un frate maronita di nome Petrus de Monte Libano con la medesima missione.
La risposta a queste lettere non è stata conservata, ma nel 1523 Shah Ismail inviò una lettera in latino offrendo a Carlo V di coordinare le operazioni militari contro il comune nemico ottomano, utilizzando nuovamente Petrus de Monte Libano come emissario. Gli emissari visitarono Carlo V a Burgos nel marzo 1524 "per chiedere un'alleanza contro i turchi". Da questi primi scambi tuttavia non sembra essere uscito nulla di concreto. Carlo accettò l'alleanza in linea di principio, ma la morte di Shah Ismail nel 1524 invalidò di fatto l'accordo.

## Guerra ottomano-safavide

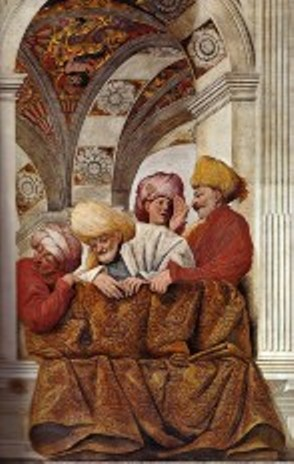
Affresco dell'ambasciata persiana in Europa (1609-1615) in visita a Papa Paolo V a Roma, dipinto nel 1615-1616. Sala dei Corazzieri, Palazzo del Quirinale, Roma.

Il 18 febbraio 1529, Carlo V, profondamente allarmato dalla progressione ottomana verso Vienna, inviò nuovamente una lettera da Toledo a Shah Ismail, morto nel 1524 e sostituito da Shah Tahmasp, chiedendo un diversivo militare. Il suo ambasciatore presso lo Scià era il cavaliere di San Giovanni de Balbi, e fu stipulata un'alleanza con l'obiettivo di sferrare un attacco all'Impero ottomano a ovest e ad est entro l'anno successivo. Anche Tahmasp rispose esprimendo la sua amicizia all'Imperatore. Fu quindi presa la decisione di attaccare l'Impero ottomano su entrambi i fronti, ma Balbi impiegò più di un anno per tornare nell'Impero persiano, dove a quel punto la situazione era cambiata, poiché la Persia fu costretta a fare pace con l'Impero ottomano a causa di un'insurrezione degli shaybanidi uzbeki.

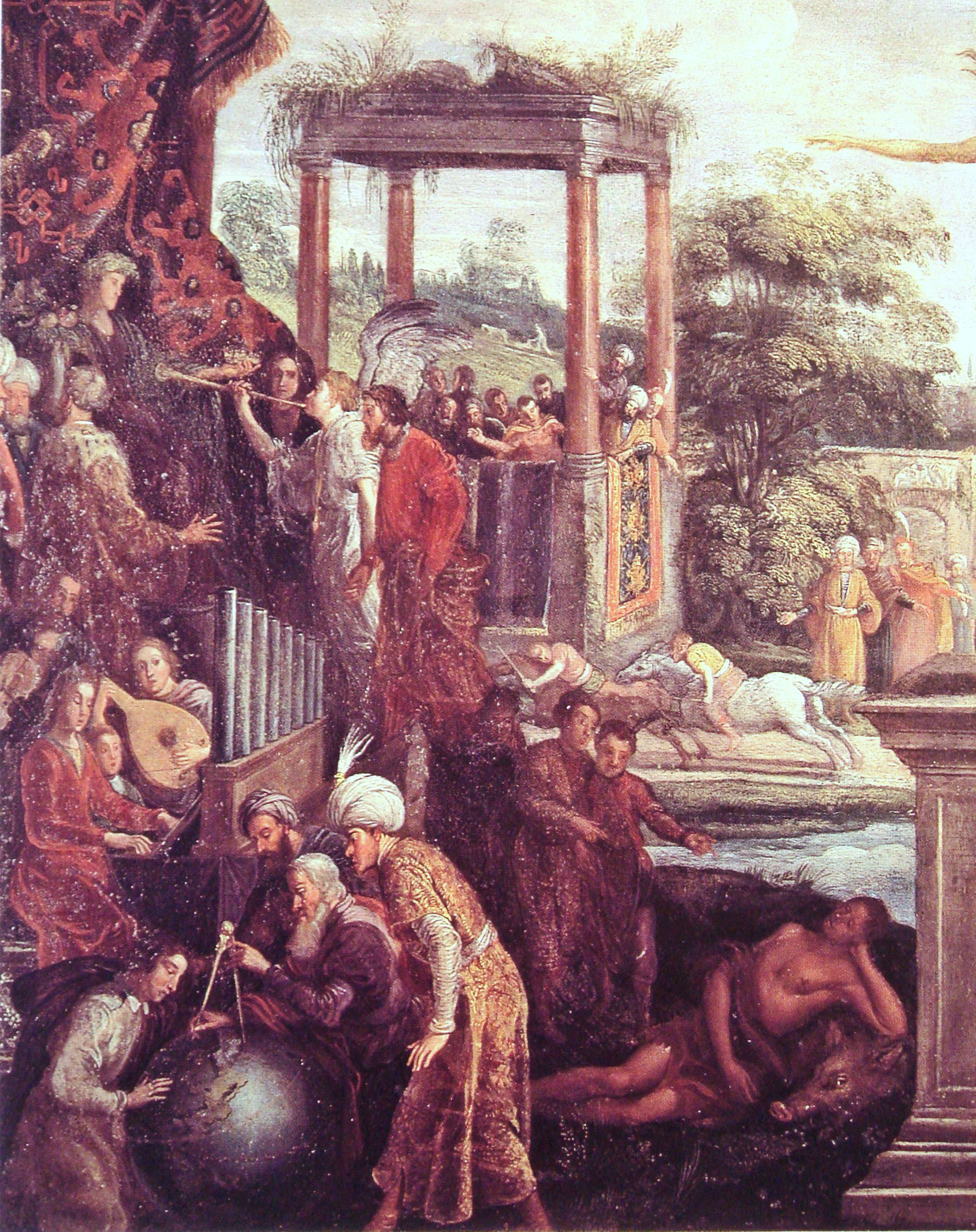
Abbas I nelle vesti di novello Cesare viene onorato dalle trombe della Fama assieme all'ambasciata persiana in Europa (1609-1615), in Allégorie de l'Occasion, di Frans II Francken, 1628.

Grossomodo nello stesso periodo furono inviati in Persia anche gli emissari dal re Ferdinando d'Austria (e fratello di Carlo V), nelle persone di Pietro da Negro e Simon de Lillis, ma senza successo. Altre legazioni furono inviate nel 1532 e nel 1533. Tuttavia questi scambi furono di fatto seguiti dalla lunga guerra ottomano-safavide (1532-1555). Nel momento in cui gli ottomani lanciavano una campagna europea, sarebbero stati attaccati dai persiani alla frontiera orientale, costringendo Solimano a tornare rapidamente nella sua capitale.
Nel frattempo, il re Francesco I di Francia, nemico degli Asburgo, e Solimano il Magnifico stavano portando avanti un'alleanza franco-ottomana, formalizzata nel 1536, che avrebbe controbilanciato la minaccia asburgica. Nel 1547, quando Solimano attaccò la Persia, la Francia gli inviò l'ambasciatore Gabriel de Luetz per accompagnarlo nella sua campagna. Gabriel de Luetz fu in grado di dare consigli militari decisivi a Solimano, come quando consigliò sul posizionamento dell'artiglieria durante l'assedio di Van.

## Ulteriori tentativi
I persiani entrarono apertamente in conflitto con l'Impero ottomano in cinque occasioni durante le guerre ottomano-persiane, indebolendo considerevolmente l'Impero ottomano ogni volta e aprendo di fatto un secondo fronte quando l'Impero ottomano era in conflitto in Europa, con gioia dell'Europa asburgica. Fu un grande sollievo per gli Asburgo e apparve come la realizzazione del vecchio stratagemma dell'alleanza asburgico-persiana.
Dopo un periodo di difficoltà in Persia, i contatti tra Austria e Persia ripresero nel 1593 quando l'imperatore Rodolfo II inviò da Praga un messaggio a Shah ʿAbbās tramite il ministro persiano a Mosca. Ulteriori tentativi verso un'alleanza furono intrapresi anche dall'avventuriero inglese Anthony Sherley in qualità di intermediario. Numerosi sforzi diplomatici simili in chiave anti-ottomana continuarono nel XVII secolo, in particolare con l'ambasciata persiana in Europa (1599-1602) e l'ambasciata persiana in Europa (1609-1615).